# Ноото
Ноото (англ. Nooto, кириб. Nootoue, ранее англ. Eretiboou) — деревня на острове Нотоуа атолла Тарава, архипелаг Гилберта. Ноото входит в муниципалитет Северная Тарава, Республика Кирибати.

## География
Площадь Ноото в 2005 году составляла 0,49 км².
Деревня Ноото активно участвует в трёх экологических программах:
- Проект управления рыболовством на уровне общин с 2014 года
- Проект управления мангровыми зарослями на уровне общин с 2012 года;
- Проект мониторинга черепах с 2007 года.

На территориях, прилегающих к Ноото в 2013 году была создана охраняемая территория Ramsar Site project. Целью создания было сохранение уникальных мангровых водно-болотных угодий. Однако проект сохранения угодий Рамсар не получил поддержки со стороны деревенской общины.
| Показатель                     | Янв. | Фев. | Март | Апр. | Май  | Июнь | Июль | Авг. | Сен. | Окт. | Нояб. | Дек. | Год  |
| ------------------------------ | ---- | ---- | ---- | ---- | ---- | ---- | ---- | ---- | ---- | ---- | ----- | ---- | ---- |
| Средний суточный максимум, °C  | 31,1 | 31,2 | 31,3 | 31,4 | 31,4 | 31,5 | 31,6 | 31,6 | 31,4 | 31,8 | 31,7  | 31,5 | 31,5 |
| Средний суточный минимум, °C   | 24,5 | 25,0 | 25,3 | 25,4 | 25,7 | 25,5 | 25,6 | 25,7 | 25,7 | 25,5 | 25,4  | 25,1 | 25,4 |
| Норма осадков, мм              | 272  | 201  | 188  | 183  | 163  | 137  | 157  | 122  | 89   | 89   | 102   | 203  | 1905 |
| Источник: World Weather Online |      |      |      |      |      |      |      |      |      |      |       |      |      |

## Население
По данным 2015 года в деревне проживал 891 житель в 107 домохозяйствах.
|         | всего | <1 | 1 | 2 — 5 | 6 — 14 | 15 — 17 | 18 — 49 | 50 — 60 | 70+ |
| ------- | ----- | -- | - | ----- | ------ | ------- | ------- | ------- | --- |
| Всего   | 891   | 16 | 8 | 68    | 139    | 332     | 254     | 67      | 7   |
| Мужчины | 417   | 7  | 3 | 34    | 80     | 137     | 121     | 34      | 1   |
| Женщины | 474   | 9  | 5 | 34    | 59     | 195     | 133     | 33      | 6   |

| 2000 | 2005 | 2015 |
| ---- | ---- | ---- |
| 699  | ↗845 | ↗891 |

В Ноото действует Ueen Nooto Primary School — начальная школа, в которой в 2011 году обучалось 82 человека (44 мальчика и 38 девочек).
Основным средством к существованию жителей Ноото является рыбная ловля. Незначительное количество жителей работает в Heart College at Taborio на обслуживающих работах (уборщик, повар, сторож и тд).

## История
В 1955 году на северной окраине Ноото был открыт Колледж Непорочного Сердца (англ. Immaculate Heart College) — средняя школа, которая даёт полное среднее образование. Изначально школа создавалась для детей из католических семей. С момента образования это было второе по уровню и престижности учебное заведение после школы короля Георга V и Элейн Берначи (англ. King George V and Elaine Bernachhi High School). Постепенно вокруг школы образовался район Таборио.